# أرفيد أندرسن
أرفيد أندرسن (بالدنماركية: Arvid Andersen)‏ هو ملحن دنماركي، ولد في 1909، وتوفي في 31 أكتوبر 1970.